# Цареви порти
Цареви порти е скално светилище, разположено край село Ковачевица, община Гърмен. Култовото място е интерпретирано като аналогично на т.нар. „живи“ тракийски светилища при селата Долно Дряново, Крибул и Бачево. Според резултатите от интердисциплинарния анализ на източниците проведен от проф.Васил Марков и колегите му обектът е тълкувано като „древнотракийско мегалитно царско светилище, свързано с обезсмъртяването на тракийски царе“.

## Описание и особености
Цареви порти е естествена скална арка – малък скален мост, отворът на който е ориентиран на североизток. Арката има трапецовиден вид (гледана от югозапад) разширяващ се при основата. Навътре в скалата, в дълбочина се образува малко помещение, което напомня проходна пещера, грубо оформено отгоре като свод, който в по-ново време е рухнал. В центъра на гореспоменатото помещение е разположен голям каменен блок, вероятно ползван в древността като жертвеник, лежащ в културен пласт. (Най-вероятно става дума за култово съоръжение, посветен на изгряващото слънце, чиито лъчи проникват в арката и попадат на площадката, върху която е разположен жертвеникът, около който има следи от култови практики.)
Според хипотезата на проф. Васил Марков (ЮЗУ „Неофит Рилски“), доц. д-р Алексей Гоцев (БАН) и ст.н.с. д-р Ангел Янков, арката при Цареви порти може да се разглежда като своеобразен храм на Слънцето. Тя е разположена почти на върха на хребета, т.е. на върха на свещената планина, където според индоевропейските представи живее слънцето Суря. Оттук Слънцето започва да обикаля света, излизайки през една огромна порта (тази представа се среща в много митологични предания, както и в българските народни традиции).
Това кара учените да стигнат до заключението, че Цареви порти са били скален храм на слънцето, което се идентифицира с мъжкото божество в Древна Тракия, с което се слива тракийският орфически цар в края на самоусъвършенстването си. Тази хипотеза изказана от Марков, Гоцев и Янков се потвърждава и от локализирането на могилен насип в най-високата част на хребета, както и руините от сграда, най-вероятно хероон, разположен южно от могилата. Ако се приеме, че става въпрос за погребално съоръжение, то погребаният там тракийски аристократ, едновременно се намира на върха на космическата планина и същевременно в подножието на могилата, т.е. придобил е едновременни соларни и хтонични черти след и чрез смъртта – т.е. слял се е с тракийския Дионис.
През 2012 г. доц. Алексей Стоев, Пенка Мъглова и Боян Бенев изследват геомагнитната активност на територията на Цареви порти. Учените провеждат пробни измервания на верикалния и хоризонтален градиент на
магнитната индукция на повърхността и в обема на мегалитната скална арка с помощта на специално разработения магнитометър за слаби магнитни полета – μMeter. Измерванията показват, че зоната на максимален
градиент на локалното магнитно поле е в обема на главния отвор на скалната арка.
Анализът на резултатите от прецизните магнитометрични измервания на повърхността и в обема на мегалитните паметници показва аномални зони с вертикален и хоризонтален градиент на магнитната индукция, стабилен във времето и пространството. Развиването на мегалитите като култови центрове, светилища и свещени територии показва, че древните хора са ги различавали като места с геомагнитна активност и са ги
използвали за ритуални и лечебни практики.